# Jombor (Bendosari)
Jombor is een bestuurslaag in het regentschap Sukoharjo van de provincie Midden-Java, Indonesië. Jombor telt 7012 inwoners (volkstelling 2010).